# Joe Hill (film)
Joe Hill è un film del 1971 diretto da Bo Widerberg, vincitore del Premio della giuria al 24º Festival di Cannes.